# Pangandaran (Regierungsbezirk)
Pangandaran ist ein indonesischer Regierungsbezirk (Kabupaten) in der Provinz Jawa Barat, im Westen der Insel Java. Ende 2021 leben hier über 0,43 Mio. Menschen. Hauptstadt und Regierungssitz des Verwaltungsdistrikts ist die Stadt Parigi.

## Geographie
Der Regierungsbezirk liegt im Südosten der Provinz Westjava und grenzt im Osten an die Provinz Zentraljava (Jawa Tengah) mit dem Regierungsbezirk (Kabupaten) Cilacap. Im Westen bildet der Regierungsbezirk Tasikmalaya die Grenze und im Norden Ciamis, von dem Pangandaran im Jahr 2012 abgetrennt wurde. Im Süden bildet die Küstenlinie des Indischen Ozeans eine natürliche Grenze.
Pangandaran erstreckt sich zwischen 108°30′ und 108°40′ ö. L. sowie zwischen 7°40′20″ und 7°50′20″ s. Br.

## Verwaltungsgliederung
Administrativ unterteilt sich Pangandaran in 10 Distrikte (Kecamatan) mit Dörfern (Desa). Die Kecamatan tragen die Namen ihrer Verwaltungssitze (Ibu Kota). Eine weitere Unterteilung erfolgt in 427 Dusun, 2.212 Rukun Warga (RW) und 31.284 Rukun Tentargga (RT).
| Code 1   | Kecamatan Distrikt | Fläche (km²) | Einwohner Census 2010 2 | Volkszählung 2020 | Volkszählung 2020 | Volkszählung 2020 | Anzahl der Dörfer 6 |
| Code 1   | Kecamatan Distrikt | Fläche (km²) | Einwohner Census 2010 2 | Einwohner 3       | 0Dichte 40        | Sex Ratio 5       | Anzahl der Dörfer 6 |
| -------- | ------------------ | ------------ | ----------------------- | ----------------- | ----------------- | ----------------- | ------------------- |
| 32.18.01 | Parigi             | 98,04        | 41.967                  | 46.230            | 394,5             | 98,0              | 10                  |
| 32.18.02 | Cijulang           | 88,04        | 26.278                  | 27.748            | 297,9             | 96,9              | 7                   |
| 32.18.03 | Cimerak            | 118,35       | 43.500                  | 49.186            | 501,7             | 101,2             | 11                  |
| 32.18.04 | Cigugur            | 102,24       | 20.915                  | 22.796            | 192,9             | 102,0             | 7                   |
| 32.18.05 | Langkaplancar      | 177,19       | 46.756                  | 50.991            | 524,1             | 102,5             | 15                  |
| 32.18.06 | Mangunjaya         | 32,80        | 28.777                  | 32.196            | 412,9             | 100,1             | 5                   |
| 32.18.07 | Padaherang         | 118,73       | 61.366                  | 68.123            | 1.121,0           | 100,4             | 14                  |
| 32.18.08 | Kalipucang         | 136,78       | 35.432                  | 38.285            | 279,9             | 100,9             | 9                   |
| 32.18.09 | Pangandaran        | 60,77        | 52.163                  | 58.299            | 490,4             | 101,1             | 8                   |
| 32.18.10 | Sidamulih          | 77,98        | 26.694                  | 29.813            | 909,5             | 99,1              | 7                   |
| 31.18    | Kab. Pangandaran   | 1.010,92     | 383.848                 | 423.667           | 419,0             | 100,4             | 93                  |
Die Einwohnerzahlen von 2010 entstammen noch vom Kabupaten Ciamis, da der Kabupaten Pangandaran erst 2012 gebildet wurde.

## Demographie
Zur Volkszählung im September 2020 lebten in Pangandaran 423.667 Menschen, davon 211.454 Frauen und 212.213 Männer.
Ende 2021 bekannten sich 99,92 Prozent der Gesamtbevölkerung zum Islam – lediglich 0,08 % waren Christen (290 ev.-luth. / 59 röm.-kath.).

### Bevölkerungsentwicklung der letzten drei Semester (Halbjahre)
| Datum      | Fläche (km²) | Einwohner  | Einwohner    | Einwohner    | Bevölke- rungsdichte (Einw. je km²) | Sex Ratio (Männer pro 100 Frauen) |
| Datum      | Fläche (km²) | 00gesamt00 | 00männlich00 | 00weiblich00 | Bevölke- rungsdichte (Einw. je km²) | Sex Ratio (Männer pro 100 Frauen) |
| ---------- | ------------ | ---------- | ------------ | ------------ | ----------------------------------- | --------------------------------- |
| 31.12.2020 | 1010,00      | 426.483    | 212.910      | 213.573      | 422,3                               | 99,7                              |
| 30.06.2021 | 1010,92      | 422.615    | 211.220      | 211.395      | 418,1                               | 99,9                              |
| 31.12.2021 | 1128,18      | 432.599    | 216.731      | 215.868      | 383,5                               | 100,4                             |

## Geschichte
Durch das 21. Gesetz des Jahres 2012 wurden vom Kabupaten Ciamis der südliche Teil abgetrennt und als Kabupaten Pangandaran ein eigener Verwaltungsbezirk 2. Klasse. Die neue Ordnung trat am 17. November 2012 in Kraft.